# .sd
.sd este un domeniu de internet de nivel superior, pentru Sudan (ccTLD).